# 张学铭旧宅
张学铭旧宅，张作霖次子、张学良同母胞弟、前中華民國天津市长张学铭天津舊居。建于1925年，地處英租界香港道（今和平区睦南道50号），天津市文物保护单位、特殊保护等级历史风貌建筑，其被包含於天津五大道近代建筑群成為全国重点文物保护单位。

## 历史
张学铭于1931年购自郑炽。天津市房产总公司現辦公於內。

## 建筑

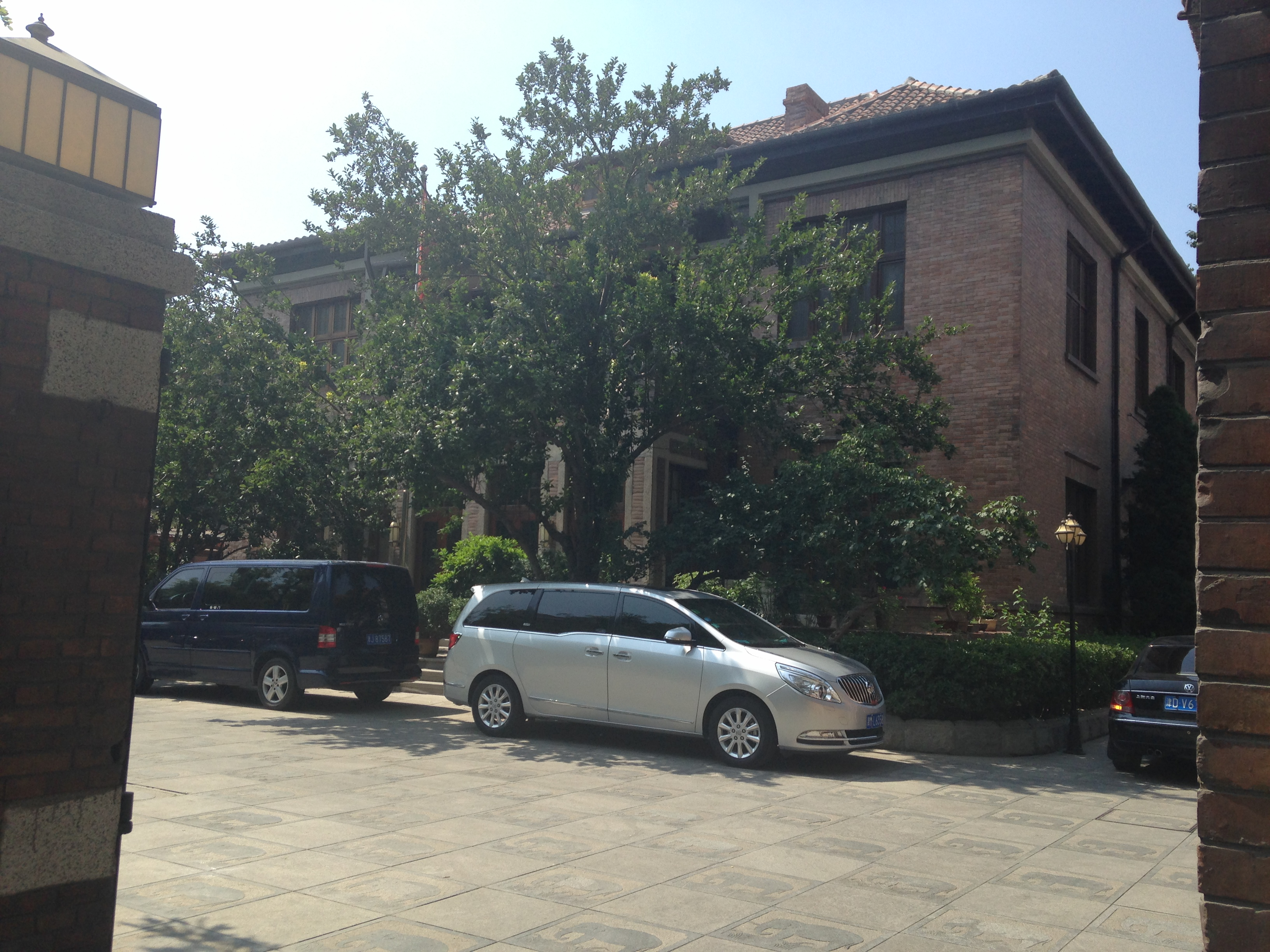

前为主楼，后为附房。主楼前有花园。主楼为二层砖木结构楼房，红色筒瓦坡顶，清水紫红色砖墙。主楼首层设有暖廊、花室、餐厅、备餐厅、卧房、厨房。大厅顶部为彩色玻璃提拉通天窗，顶棚与柱子装有装饰灰线。餐厅内木制护墙板以木雕花饰点缀。主楼二层为卧室和会议室。建築為附帶庭院之西式楼房。

## 内部链接
- 张学良旧宅